# 李縣 (伊利諾伊州)
李縣（英語：Lee County）是美国伊利诺伊州北部的一個縣，面積1,889平方公里。根據2020年美國人口普查，共有人口34,145人。縣治迪克森（Dixon）。該縣成立於1839年2月17日，以紀念曾任大陸會議主席、在聯邦參議院代表弗吉尼亚州的理查德·亨利·李（Richard Henry Lee）。另一說指縣名紀念的是曾任維珍尼亞州州長、聯邦眾議員的亨利·李三世，亦是南北战争名將羅伯特·E·李的父親。